# Богуцки, Питер
Питер Богуцки (англ. Peter Bogucki) — американский археолог и антрополог, исследователь ранних сельскохозяйственных обществ в Европе (эпоха неолита). Декан по работе со студентами последнего курса Школы инженерных и прикладных наук при Принстонском университете.
Помимо исследовательской работы, является активным организатором в сфере доисторических исследований. В частности, под редакцией Богуцкого вышел капитальный двухтомный труд «Древняя Европа. Энциклопедия варварского мира», объединивший работы нескольких десятков археологов по всем крупнейшим периодам и культурам Европы от палеолита до Средневековья.

## Основные публикации
- Early Neolithic Subsistence and Settlement in the Polish Lowlands (Oxford: BAR International Series 150, 1982).
- Forest Farmers and Stockherders. Early Agriculture and its Consequences in North-Central Europe (Cambridge: Cambridge University Press, 1988).
- Case Studies in European Prehistory (edited; Boca Raton: CRC Press, 1993).
- The Origins of Human Society (Oxford: Blackwell Publishers, 1999).
- Ancient Europe, 8000 B.C. — A.D. 1000: An Encyclopedia of the Barbarian World (edited with Pam J. Crabtree, for Charles Scribner’s Sons, 2004), named one of «Best Reference Sources 2004» by Library Journal.
- Encyclopedia of Society and Culture in the Ancient World (edited, Facts on File, 2008).